# Маракана
«Маракана́» (порт. Estádio do Maracanã; официальное название — «Жорнали́ста Ма́риу Фи́лью» (порт. Estádio Jornalista Mário Filho) — первый по вместимости футбольный стадион Бразилии, в прошлом — крупнейший в мире. Расположен в Рио-де-Жанейро. Одна из самых известных спортивных арен мира.
Домашняя арена клубов «Фламенго» и «Флуминенсе», а также сборной Бразилии всех возрастов. Другие два гранда футбола штата — «Ботафого» и «Васко да Гама», несмотря на наличие собственных 40-тысячных стадионов, как правило, проводят «Суперклассико» с другими командами штата именно на «Маракане». Также здесь ежегодно проходят финальные матчи в первенстве Лиги Кариоки.

## Описание

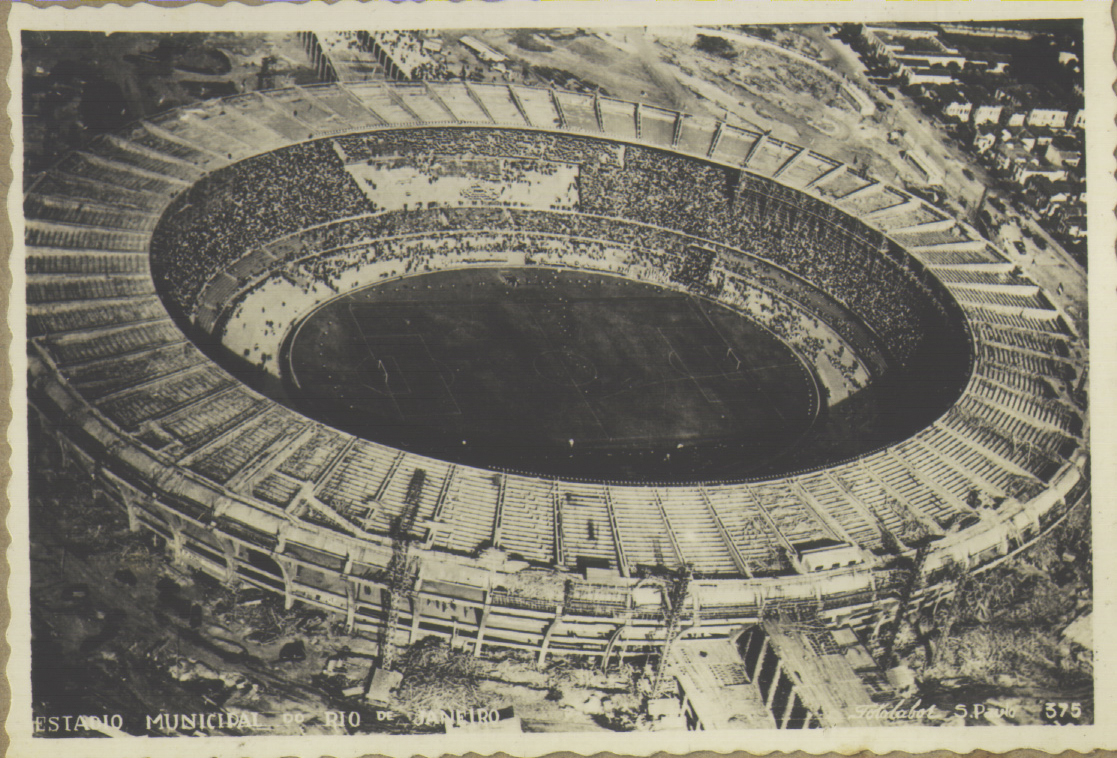
Старая Маракана

Стадион имеет форму овала. Козырёк крыши укреплен на консолях.
Ранее поле было отделено от трибун рвом с водой; главная функция рва — водосток с трибун во время тропических ливней (для чего к нему проложены дренажные канавы), подобный элемент есть ещё на ряде южноамериканских стадионов. При реконструкции к ЧМ-2014 знаменитый ров был упразднен, теперь водосток идёт с крыши в специальные резервуары. 
Также ранее на «Маракане» имелся и так называемый «жерал» — стоячие места за воротами и скамейки (что и позволяло ему вмещать до 200 тысяч зрителей), где размещались самые бедные болельщики, стоимость билета — один доллар — была чисто символической, что позволяло почти каждому присутствовать на матче любимой команды. «Жерал» считался самым демократичным местом на «Маракана» и стал частью бразильской футбольной культуры. При реконструкции к ЧМ-2014, в связи с требованиями ФИФА о наличии только пронумерованных сидений на стадионе, «жерал» был упразднён.
На стадионе 296 туалетов, 17 лифтов, 12 эскалаторов, 60 кафе. Происходящее на поле и трибунах освещают 396 прожекторов и записывают 360 видеокамер. Крупные планы игроков можно видеть и с последних рядов, на четырёх электронных экранах размером 100 м2 каждый.
Рядом с главной ареной расположен «Мараканасиньо», крытый спортивный зал, где проходят соревнования по боксу, теннисные матчи, а также различные фестивали и концерты.

## История
Строительство «Мараканы», получившей своё имя по названию маленькой речушки, протекающей неподалёку, началось в 1948 году, в рамках подготовки к чемпионату мира 1950 года. Однако, полностью строительство было завершено лишь к 1965 году. Он стал национальным стадионом Бразилии, хотя первоначально должен был лишь заменить старый клубный стадион «Васко да Гама». Построенный на средства городской казны, он и поныне является городской собственностью.
Своё официальное название — «Мариу Филью» — он получил в честь бразильского журналиста, благодаря которому проект воплотился в жизнь. Официальное открытие состоялось в июне 1950 года, когда здесь прошёл матч сборных Рио-де-Жанейро и Сан-Паулу, и первый гол был забит знаменитым Диди.
Первые значимые международные матчи прошли на «Маракане» во время четвёртого чемпионата мира, кульминацией которого стало поражение хозяев в решающем матче от давних соперников — уругвайцев. На том матче присутствовало рекордное количество зрителей — 199 850. Как и «Хэмпден Парк» в Глазго, «Маракана» установила несколько рекордов по посещаемости, некоторые из которых не побиты до сих пор.
В 1963 году матч национального чемпионата («Фламенго» — «Флуминенсе») собрал 177 656 болельщиков — рекорд посещаемости для клубных турниров. Международные встречи собирали здесь до 180 тыс. зрителей, а в 1980-х годах средняя посещаемость матчей национального чемпионата составляла 130 тыс. «Сантос» даже специально приезжал на север, чтобы сыграть на «Маракане» домашние матчи Межконтинентального кубка против «Бенфики» и «Милана» (соответственно в 1962 и 1963 годах).
Почти 40 лет спустя, в январе 2000 года, сильнейшие клубы мира вновь выступали на «Маракане», где состоялся финал клубного чемпионата мира, нового турнира, учреждённого ФИФА.

Реконструкция
Ранее «Маракана» был самым большим в мире стадионом и вмещал до 200 тысяч зрителей, однако в связи с требованиями ФИФА о наличии только пронумерованных сидений на стадионе был упразднён так называемый «жерал» — стоячие места за воротами и скамейки, где размещались самые бедные болельщики. Впрочем, по словам секретаря штата Рио по делам спорта Франсиску ди Карвалью, «жерал» не исчезнет как таковой, а те, кто занимал места на «жерале», будут просто «наблюдать за матчем, сидя на скамейке».
При реконструкции был упразднен и знаменитый ров: теперь водосток идёт с крыши в специальные резервуары, вода из которых используется, в частности, в туалетах стадиона.
«Маракана» после реконструкции утратил статус крупнейшего стадиона Южной Америки и не входит даже в топ-50 самых крупных стадионов мира. По состоянию на 2014 год вместимость «Маракана» составляет 78 838 зрителей, однако на время чемпионата мира количество мест основной арены чемпионата мира по футболу 2014 года была уменьшена до 73 531 по требованию ФИФА.
Стадион также получил новую крышу из пластика, что позволило укрыть почти все зрительские места. Реконструкция «Мараканы» к ЧМ-2014 проводилась в соответствии с требованиями ФИФА и обошлась в 480 млн долл.
В 2016 году на «Маракане» прошли церемонии открытия и закрытия летних Олимпийских игр и Паралимпийских игр. Также на стадионе были сыграны матчи футбольного турнира Олимпиады.
«Маракана» после Олимпиады-2016 некоторое время находилась в запустении: конфликт владельца стадиона (администрации штата Рио-де-Жанейро), оператора и оргкомитета Олимпиады довел арену до отключения электричества и воды. Всё это время стадион фактически простаивал, принося убытки, а вандалы растаскивали оттуда всё ценное (был украден даже бронзовый бюст журналиста Марио Филью, в честь которого назван стадион).

## Чемпионат мира 1950

Бразилец Фриаса забивает в ворота сборной Уругвая в матче финальной группы, который впоследствии будет известен как «Мараканасо»

На чемпионате мира 1950 года стадион принимал восемь матчей: пять первого группового этапа и три матча финальной группы.
| Дата         | Раунд            | Матч                 | Счёт      |
| ------------ | ---------------- | -------------------- | --------- |
| 24 июня 1950 | Группа A         | Бразилия — Мексика   | 4:0 (1:0) |
| 25 июня 1950 | Группа B         | Англия — Чили        | 2:0 (1:0) |
| 29 июня 1950 | Группа B         | Испания — Чили       | 2:0 (2:0) |
| 1 июля 1950  | Группа A         | Бразилия — Югославия | 2:0 (1:0) |
| 2 июля 1950  | Группа B         | Испания — Англия     | 1:0 (0:0) |
| 9 июля 1950  | Финальная группа | Бразилия — Швеция    | 7:1 (3:0) |
| 13 июля 1950 | Финальная группа | Бразилия — Испания   | 6:1 (3:0) |
| 16 июля 1950 | Финальная группа | Бразилия — Уругвай   | 1:2 (0:0) |

## Чемпионат мира 2014

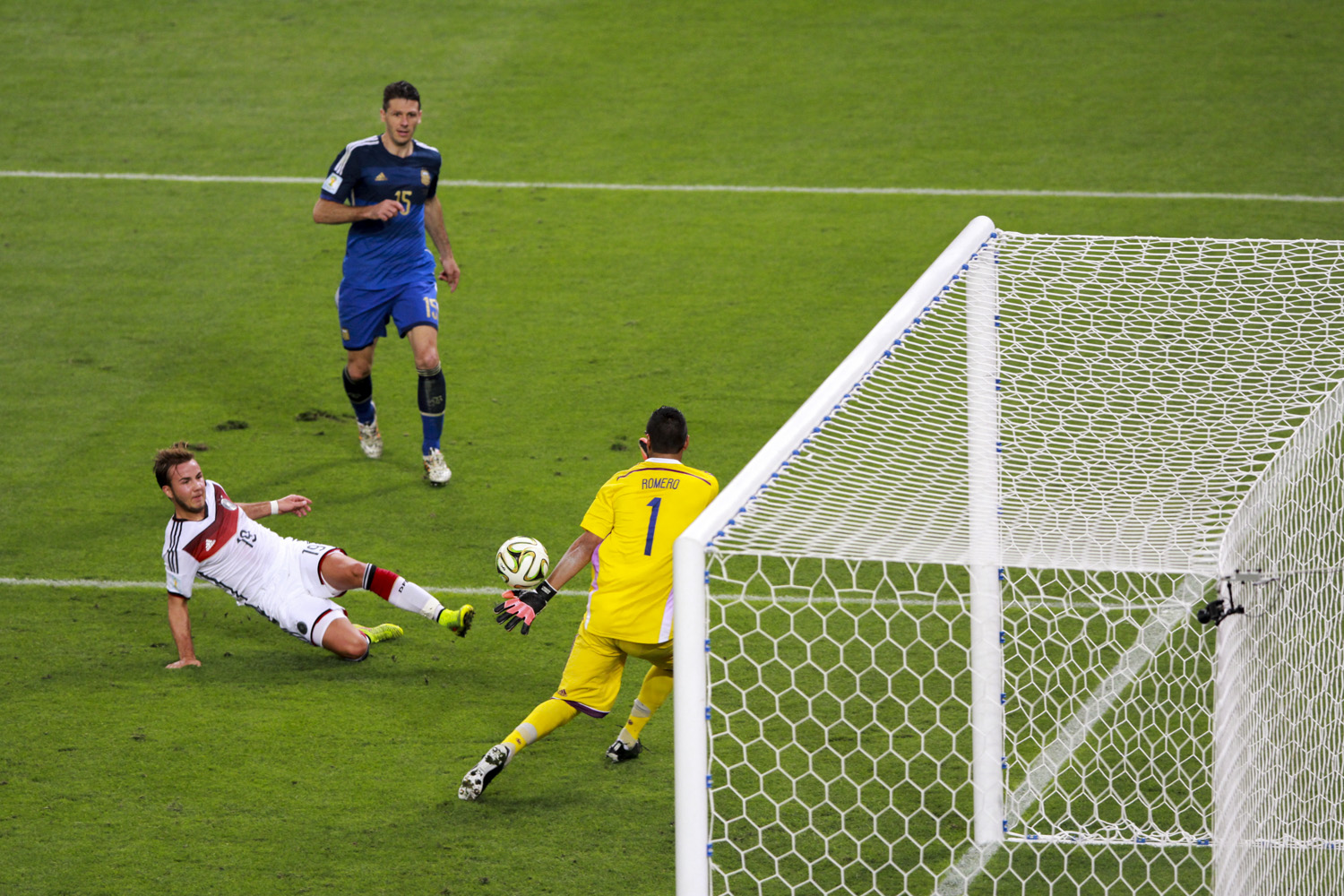
Марио Гётце забивает гол в финальном матче, ставший победным для сборной Германии на чемпионате мира 2014 года

На чемпионате мира 2014 года стадион принимал 7 матчей: 4 группового этапа и 3 матча плей-офф (в том числе и финал). Примечательно, что сборная Бразилии на чемпионате мира на стадионе не сыграла.
| Дата         | Раунд         | Матч                             | Счёт            |
| ------------ | ------------- | -------------------------------- | --------------- |
| 15 июня 2014 | Группа F      | Аргентина — Босния и Герцеговина | 2:1 (1:0)       |
| 18 июня 2014 | Группа B      | Испания — Чили                   | 0:2 (0:2)       |
| 22 июня 2014 | Группа H      | Бельгия — Россия                 | 1:0 (0:0)       |
| 25 июня 2014 | Группа E      | Эквадор — Франция                | 0:0 (0:0)       |
| 28 июня 2014 | 1/8 финала    | Колумбия — Уругвай               | 2:0 (1:0)       |
| 4 июля 2014  | Четвертьфинал | Франция — Германия               | 0:1 (0:1)       |
| 13 июля 2014 | Финал         | Германия — Аргентина             | 1:0 (0:0) д. в. |

## Футбольный турнир на Олимпийских играх 2016

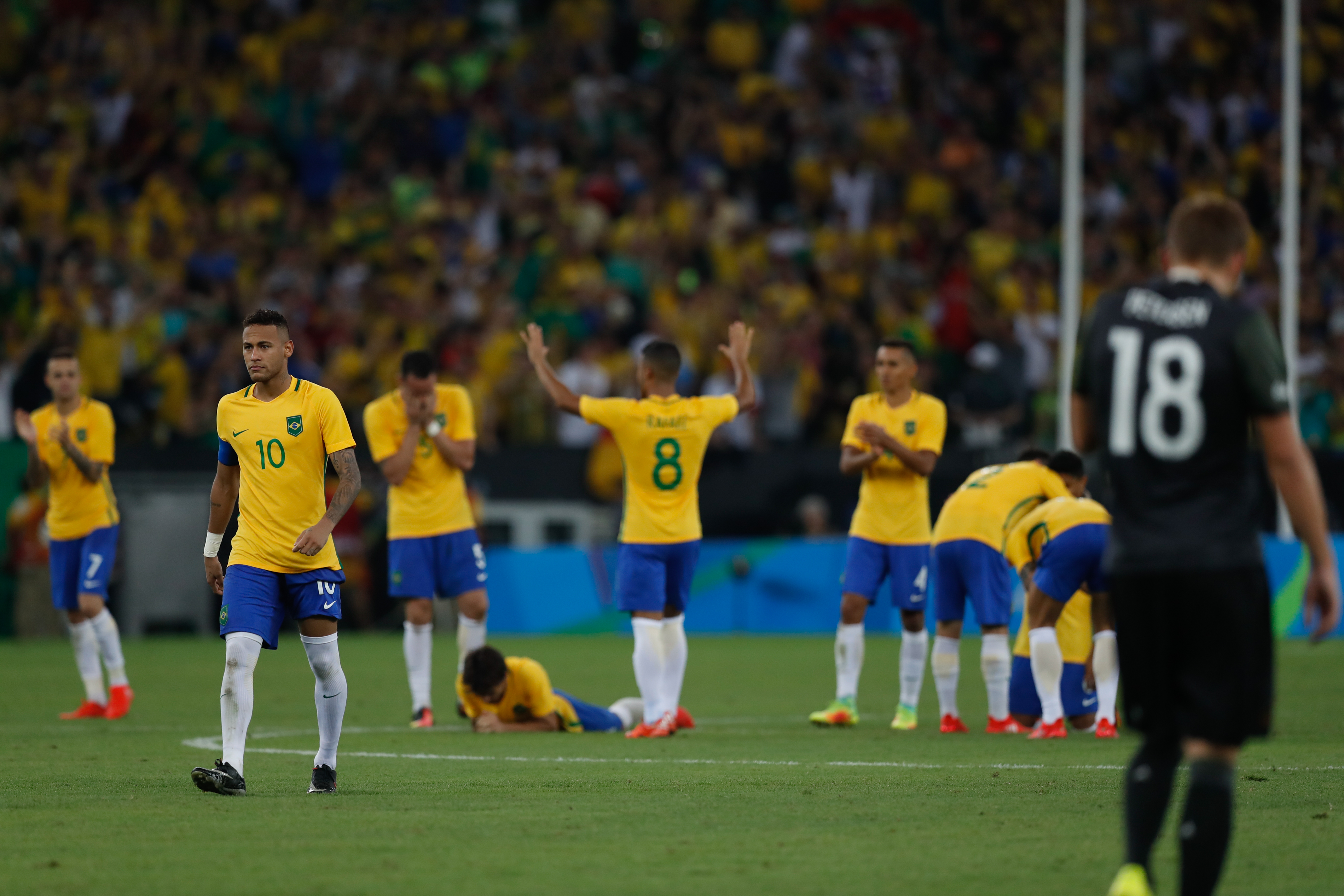
Неймар отправляется пробивать решающий пенальти в финале против Германии

На стадионе были проведены четыре игры Олимпийского футбольного турнира: по одному полуфиналу и матчу за золотые медали у женщин и мужчин.
| Дата            | Раунд              | Матч                | Счёт              |
| --------------- | ------------------ | ------------------- | ----------------- |
| 16 августа 2016 | Полуфинал, женщины | Бразилия — Швеция   | 0:0 (0:0), п. 3:4 |
| 17 августа 2016 | Полуфинал, мужчины | Бразилия — Гондурас | 6:0 (3:0)         |
| 19 августа 2016 | Финал, женщины     | Германия — Швеция   | 2:1 (0:0)         |
| 20 августа 2016 | Финал, мужчины     | Германия — Бразилия | 1:1 (0:1) п. 4:5  |